# Марлон Тапалес
Марлон Тапалес (англ. Marlon Tapales; 23 березня 1992, Північне Ланао) — філіппінський професійний боксер, чемпіон світу за версією WBO (2016—2017) у легшій вазі і об'єднаний чемпіон за версіями WBO і IBF (2023) у другій легшій вазі.

## Професіональна кар'єра
Дебютував на профірингу 2008 року. В дев'ятому бою зазнав першої поразки. 23 лютого 2013 року зазнав другої поразки в бою з Девідом Санчесом (Мексика).
17 липня 2016 року переміг тайця Пунглуанг Сор Сінг'ю і завоював титул чемпіона WBO у легшій вазі. 23 квітня 2017 року втратив титул на передматчовому зважуванні, не вклавшись у ліміт ваги. 
8 квітня 2023 року зустрівся в бою з об'єднаним чемпіоном за версіями WBA Super і IBF у другій легшій вазі Муроджоном Ахмадалієвим (Узбекистан) і здобув перемогу розділеним рішенням.
26 грудня 2023 року зустрівся в об'єднавчому бою з чемпіоном  WBC та WBO Наоєю Іноуе (Японія).
Філіппінець намагався відповідати ударом на удар суперника, але поступався в ударній міці. Побувавши по ходу бою двічі в нокдауні, Тапалес зазнав поразки від Іноуе технічним нокаутом в десятому раунді.